# 藤岡健一郎
藤岡 健一郎（ふじおか けんいちろう、1977年10月26日 - ）は、日本の男性ナレーター、声優。大阪府枚方市出身。

## 人物・来歴
- フリーランスのナレーターとして関西を中心に活動。
- 2004年にサラリーマンからラジオDJへ転職し、『FUJIKEN』名義で活動していた。[1]
- 当初からフリーランスで活動するが、4年間はボズアトールに所属していた。そこでナレーションの仕事と出会う。その後は『藤岡健一郎』名義で、再びフリーランスでナレーターとして活動している。[1]

## 出演作品

### 番組
- 競馬beat（関西テレビ）
- ビーバップ!ハイヒール（ABCテレビ、吹き替え・ボイスオーバー）
- 教えて!ニュースライブ 正義のミカタ（ABCテレビ、吹き替え・ボイスオーバー）
- 心の扉（関西テレビ）
- WBA世界戦「久保隼 × ダニエル・ローマン」（関西テレビ）
- WBA世界タイトル戦「セルメニョ × 久保隼」（関西テレビ）
- ブラたま！延長戦「阪神vsセパ大予想」（関西テレビ）
- ブラマヨの競馬王国〜有馬記念SP〜（関西テレビ）
- 競馬BEATスペシャル 〜夢見たフランスの空に〜（関西テレビ）
- ライバル 宝塚記念G1 〜夢をのせた世紀の対決〜（関西テレビ）
- 最後の4cm天皇賞(春) 〜勝負を決した男たちの決断〜（関西テレビ）
- かく戦えり 〜京都G1決戦  勝者の証言〜（関西テレビ）
- KINOKUNI MIND（テレビ和歌山）
- ＄1銀玉打闘会（サンテレビ）
- 比叡山高校（KBS京都）
- 朝だ!生です旅サラダ（ABCテレビ、PRナレーション）
- お笑い心理サバイバル「芸人ラフゲーム」（ABCテレビ、PRナレーション）
- プロ野球中継「阪神vsオリックス」2017（関西テレビ、PRナレーション）
- マジかよ!?スポーツ酒場（関西テレビ、PRナレーション）
- ダイヤモンドカップゴルフ2016（関西テレビ、PRナレーション）
- ダイヤモンドカップゴルフ2018（関西テレビ、PRナレーション）
- まるかじり!アジアン食堂（NHK、吹き替え・ボイスオーバー）
- ガラスの地球を救えSP2013（ABC、吹き替え・ボイスオーバー）
- ガラスの地球を救えSP2014（ABC、吹き替え・ボイスオーバー）
- 超絶!熱血ファン魂  無償の愛が生んだ○○ストーリー（関西テレビ、吹き替え・ボイスオーバー）

### CM

#### テレビCM
- ジャストカーテン
- アサヒペン
- アバンティフィスミー
- ボートレースびわこ
- 和歌山トヨペット
- エフビットでんき
- 福寿館
- Cygames

#### ラジオCM
- ウルフルズ 15th Album「ウ!!!」（FM802）
- ウルフルズ 5th 配信限定Single「リズムをとめるな」（FM802）
- Fat Witch Bakery（FM802）
- RayBros（FM802）
- Joshin（FM802）
- CROSS HOTEL KYOTO（FM802）
- 2018 Team U.S.A.!! AMERICAN DAY（FM802）
- 映画「ブエナ ビスタ ソシアル クラブ アディオス」（FM802）
- 神戸ファッションマート（FM802）
- Billboard Japan-CHART insight（FM802）
- プリントパック（FM802）
- 帝国ホテル大阪（FMCOCORO）
- ビクター「ナルバリッチ Who We Are」（FM802）
- トミーヒルフィガー（FM802）
- ブロードウェイミュージカル「ドリームガールズ」（FM802）
- 福岡司法書士事務所（MBS）

#### ウェブCM
- 畿央大学

### ビデオパッケージ
- フジッコ「おかず畑シリーズ」
- FORTUNE GARDEN KYOTO
- DUEL
- 「世界津波の日」2018高校生サミットin和歌山
- 川重テクノロジー
- ヤンマー
- 立命館大学
- グルメ杵屋（食博2013）
- BEMAC 渦潮電気

### DVD
- オルフェーヴル  〜黄金の伝説〜 （関西テレビ放送）[2]

### サウンドノベル
- 風花帖（audiobook）[3]

### その他
- パナソニック（社内ニュース）
- ハードロックカフェ（DJ）
- 近鉄「ラ・セレナ」（館内DJ）